# محاصره ۲۰۱۱ حماة
محاصره استان حمات یکی از بزرگترین عملیات‌هایی بود که دولت سوریه به منظور سرکوب اعتراضات مردمی به وجود آمده در اوایل جنگ داخلی سوریه انجام داد. بر اساس گزارش‌ها اولین اعتراضات گسترده مردم شهر حمات به دولت سوریه در ۱۵ مارس ۲۰۱۱ به راه افتاد. ارتش سوریه به صورت جدی از ژوئیه ۲۰۱۱ اقدام به سرکوب اعتراضات حمات کرد که این اقدامات توسط مخالفان دولت تحت عنوان محاصره یاد شد.
۱ ژوئیه ۲۰۱۱ بیش از ۴۰۰٬۰۰۰ نفر از مردم حمات به خیابان‌ها شهر آمدند و بدین ترتیب بزرگترین راهپیمایی علیه دولت بشار اسد را رقم زدند. دو روز بعد تانک‌های ارتش سوریه در حمات مستقر شده و باعث کشته شدن بیش از ۱۶ نفر از معترضان شدند.
۳۱ ژوئیه و در شب حلول ماه رمضان ارتش سوریه به منظور خاتمه بخشیدن به اعتراضات در حمات و سایر شهرهای سوریه اقدام به دستگیری معترضان کردند. مخالفان دولت اسد از این عملیات با عنوان کشتار رمضان یاد می‌کنند. در آن روز حدود ۱۴۲ نفر از معترضان در سراسر سوریه کشته شدند که ۱۰۰ نفر از آن‌ها از حمات و ۲۹ نفر از آن‌ها از شهر دیرالزور بودند.

## تاریخ حمات
شهر حمات همواره از اوایل کودتای ۱۹۶۳ حزب بعث تا جنگ داخلی سوریه به عنوان مرکز قیام‌های ضد حکومتی در سوریه شناخته می شد. اولین این قیام ها در سال ۱۹۶۴ بود که به شدت توسط حکومت سرکوب شد و طی آن بیش از ۷۰ نفر کشته شدند. قیام دیگر که این شهر شاهد آن بود از سال ۱۹۷۶ تا ۱۹۸۲ به طول انجامید که از آن با عنوان قیام اخوان المسلمین سوریه یاد می‌شود. این قیام نیز در آوریل ۱۹۸۱ و فوریه ۱۹۸۲ به توسط دولت سوریه به شدت سرکوب شد به گونه ای که از این واقعه به عنوان کشتار حمات یاد می‌شود. طی کشتار ۱۹۸۲ حمات ۱۰٬۰۰۰ الی ۲۵٬۰۰۰ نفر از ساکنان این شهر کشته شدند که ۱٬۰۰۰ نفر از آن‌های کارکنان خود ارتش سوریه بودند.

## اعتراضات
نا آرامی‌های حمات از ۳ ژوئن ۲۰۱۱ شروع شد. نیروهای امنیتی برای پراکنده کردن ده‌ها هزار نفر که به منظور تظاهرات در مرکز شهر جمع شده بودند به سمت آن‌ها شلیک کردند که این اقدام موجب کشته شدن ۲۵ نفر از آن‌ها شد.
۱ ژوئیه ۲۰۱۱ بیش از ۴۰۰٬۰۰۰ نفر از مردم شهر به خیابان‌ها آمدند و بزرگترین اعتراض مردمی علیه دولت بشار اسد را رقم زدند. چند روز بعد به فرمان اسد حاکم حمات برکنار شد. دو روز بعد از آن تانک‌های ارتش سوریه در میدان‌ها شهر مستقر شدند.